# Atrapats sense sortida
Atrapats sense sortida (títol original: No Mercy) és una pel·lícula estatunidenca de Richard Pearce estrenada el 1986.
Ha estat doblada al català

## Argument
Dos policies de Chicago, Eddie Jillette i Joe Collins, detenen un petit traficant, que els confessa de seguida dades sobre un gran cop. Un peix gros de Nova Orleans l'ha contractat per executar una persona. Eddie decideix llavors de fer-se passar per l'assassí i contacta amb Paul Deveneux, el patrocinador. Però l'operació va malament i Joe és mort. Boig de ràbia, Eddie decideix venjar-se i segresta Michèle Duval, l'estupenda escort-girl de Deneuveux. A poc a poc Eddie s'enamora de Michèle.

## Repartiment
- Richard Gere: Eddie Jillette
- Kim Basinger: Michele Duval
- Jeroen Krabbé: Losado
- George Dzundza: El capità Stemkowski
- William Atherton: Allan Deveneux
- Gary Basaraba: Joe Collins
- Bruce McGill: El tinent Hall
- Terry Kinney: Paul Deveneux
- Ray Sharkey: Angles Ryan
- Charles S. Dutton: El sergent Sandy
- Marita Geraghty: Alice Collins
- Aleta Mitchell: Cara
- Kim Chan: El vell asiàtic

## Al voltant de la pel·lícula
- Aquesta va ser la primera trobada entre Richard Gere i Kim Basinger, que es retrobaran el 1992 per Final Analysis.

## Crítica
- "Gere es llança a venjar la mort d'un company. Al mig, Basinger. Entre la rutina i els gestos apresos, queda un thriller tenyit de melodrama tan rutinari com rumbós"[3]